# Джун Форей
Джун Форей (на английски: June Foray) (18 септември 1917 г. – 26 юли 2017 г.) е американска озвучаваща актриса, чиято кариера обхваща радиото, телевизията, различни пълнометражни филми, видеоигри и други медии. От 2000 г. има звезда на Холивудската алея на славата.
Озвучава в редица анимационни сериали, измежду които „Шоуто на Хъкълбери Хрътката“, „Приключенията на Роки и Булуинкъл“, „Семейство Флинтстоун“, „Джордж от джунглата“ (1967), „Скуби-Ду, къде си?, „Спайдър-Мен и невероятните му приятели“, „Смърфовете“, „Приключенията на гумените мечета“, „Патешки истории“, „Загадките на Силвестър и Туити“, „Малките шантави рисунки“ и други.
На 26 юли 2017 г. Дейв Нимиц, неин приятел, съобщава, че Форей е починала по-рано същия ден в дома си в Лос Анджелис на 99 години.